# NGC 422
NGC 422 is een open sterrenhoop in de Kleine Magelhaense wolk, die zich bevindt in het sterrenbeeld Toekan. Het hemelobject werd op 21 september 1835 ontdekt door de Britse astronoom John Herschel.

## Synoniem
- ESO 51-SC22